# Regatta

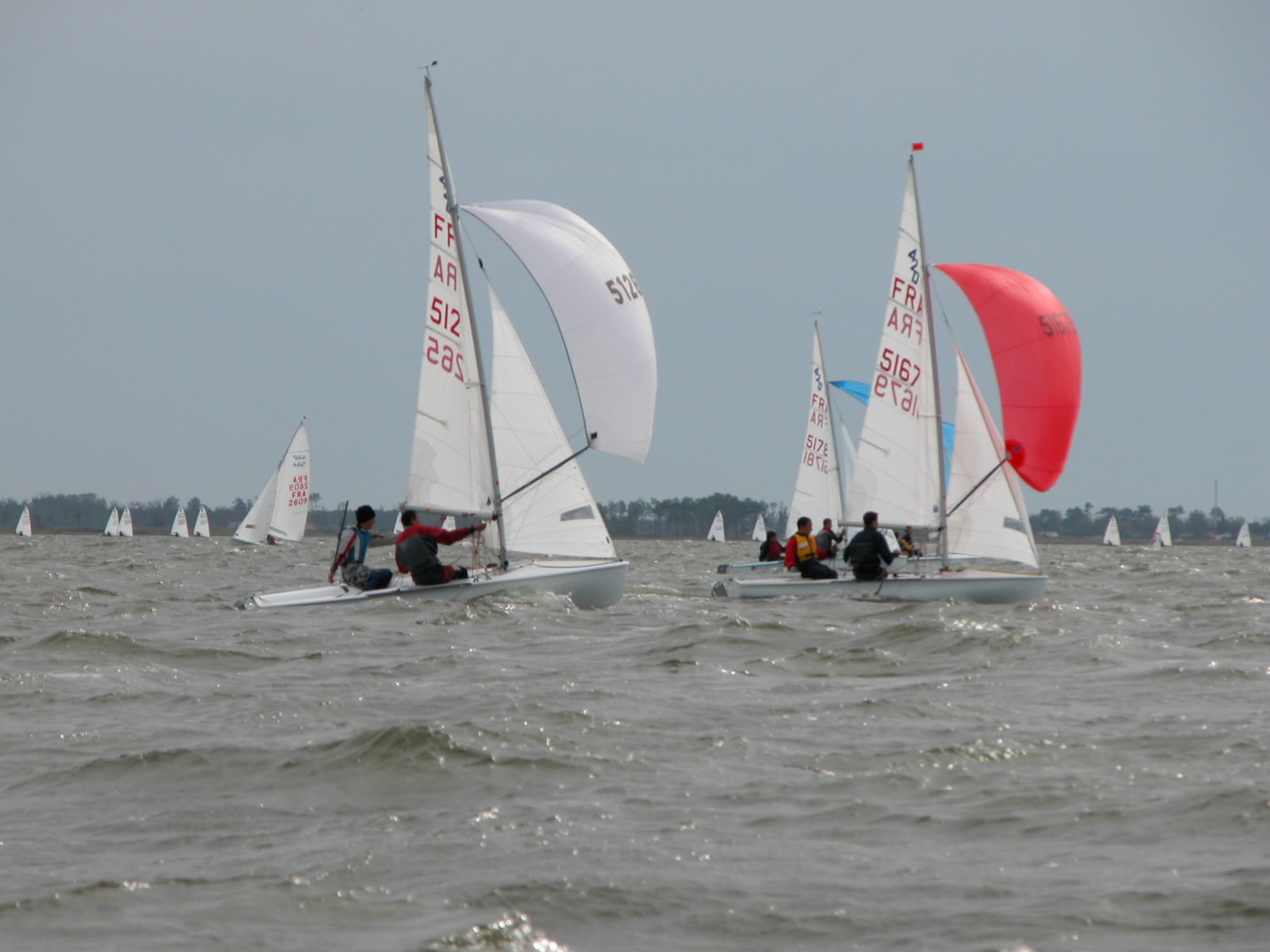
Regatta der 420er Jollen auf dem See von Maubuisson (Carcans)

Als Regatta (von ital. (venez.) regata: Gondelwettfahrt; Plural: Regatten) werden Sportwettfahrten zu Wasser bezeichnet. Regatten finden etwa in den Sportarten Segeln, Rudern, Kanurennsport, Drachenboot und Windsurfen statt.

## Geschichte

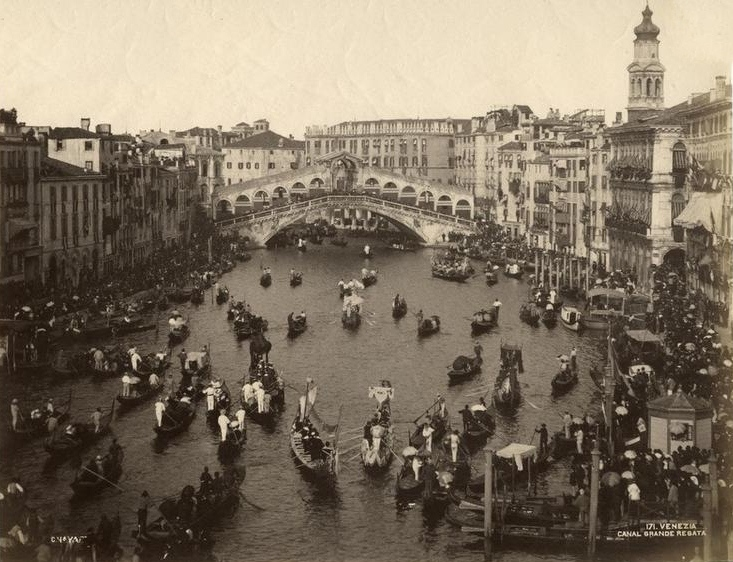
Regatta auf dem Canal Grande in Venedig, vor der Rialtobrücke, Carlo Naya

Ursprünglich war die Regatta eine in Venedig von der Piazzetta aus stattfindende Gondelwettfahrt auf den Kanälen der Stadt. Das venezianische Wort regata ist seit dem 15. Jahrhundert dokumentiert, als der Wettkampf bereits lange Tradition hatte. Seit dem 18. Jahrhundert wurde Regatta allgemeine Bezeichnung für eine Bootswettfahrt. Die ursprüngliche Bedeutung des Wortes ist ungewiss.

## Rudern
Beim Rudern werden die Regatten nach den Richtlinien des DRV und der FISA durchgeführt.

### Altersklassen
Die Ruderer werden in festgelegte Altersklassen unterteilt. Die Altersangaben bedeuten, dass der Ruderer bis einschließlich des Jahres, in dem er dieses Alter erreicht, in dieser Altersklasse fährt.
- Kinder – Ruderer bis 14 Jahre (teilweise mit weiteren Unterteilungen). Gefahren werden alle Skullboote bis zum Doppelvierer, diese jedoch immer mit Steuermann.
- Junioren B – Ruderer bis 16 Jahre. Gefahren werden alle Bootsklassen. Hier sind erstmals Renngemeinschaften erlaubt, das heißt, es fahren Ruderer verschiedener Vereine in einem Boot.
- Junioren A – Ruderer bis 18 Jahre. Gefahren werden alle Bootsklassen.
- Senioren B – Ruderer bis 22 Jahre. Gefahren werden alle Bootsklassen.
- Senioren A – Offene Altersklasse. Gefahren werden alle Bootsklassen.
- Masters – Ruderer ab 27 Jahre (es gibt weitere Unterteilungen). Gefahren werden alle Bootsklassen.

### Distanzen
Ruderregatten werden auf Distanzen zwischen wenigen Hundert Metern und mehreren Tausend Kilometern (Ozeanrudern) ausgetragen. Da meist Naturstrecken benutzt werden, variieren die Streckenlängen je nach den gegebenen Bedingungen stark.

#### Streckenlängen
| Länge     | Art                          | Beispiele |
| --------- | ---------------------------- | --- |
| 350–500 m | Sprintstrecke                | Deutsche Sprintmeisterschaften, Ruder-Bundesliga und Vienna Nightrow, Standardstrecke für Kinder unter 13 Jahren |
| 1000 m    | Normale Distanz              | Standardmittelstrecke für 13/14-jährige oder Jüngere (Kinder), Hochschulrudern sowie Masters                     |
| 1500 m    | Normale Distanz              | Standardmittelstrecke für 15/16-jährige (B-Junioren)                                                             |
| 2000 m    | Normale (olympische) Distanz | Standardmittelstrecke für Ruderer ab 17 Jahren (A-Junioren, Senioren)                                            |
| 3000 m    | Langstreckenrennen           | Standardlangstrecke für 13/14-jährige und Jüngere (Kinder)                                                       |
| 6000 m    | Langstreckenrennen           | Standardlangstrecke für B-/A-Junioren und Senioren                                                               |

#### Distanzen besonderer Regatten (Auswahl)
- 6.800 m: Langstreckenrennen, das berühmte Boat Race zwischen den beiden Universitäten Oxford und Cambridge sowie das Head of the River Race, die beide in London auf der Themse stattfinden.
- 9.000 m: Armadacup, das berühmte Massenstartrennen auf dem Wohlensee bei Bern, bei dem bis zu 250 Skiffs gleichzeitig starten
- 12.000 m Roseninsel-Achter, größtes deutsches Achterrennen, jährlich im September auf dem Starnberger See durchgeführt vom MRSV „Bayern“, alle Klassen, Massenstarts.
- 12.700 m: SH Netz Cup, Achterrennen (international) auf dem Nord-Ostsee-Kanal von Breiholz bis zur Eisenbahnhochbrücke in Rendsburg
- 15.000 m: Rund um Wannsee, Achter und Vierer mit Steuermann mit Massenstart
- 135 km: Weser-Marathon, Kanu- und Ruderboote aller Klassen von Hann. Münden nach Hameln
- 25 km: Red Bull XRow, Achterrennen über 2 Seen, mit Boot tragen
- 160 km: Tour du Léman, Langstreckenrennen für Vierer mit Steuermann auf dem Genfersee. Der See wird einmal umrundet.
- 210 km: Elfsteden Roeimarathon, Langstreckenrennen für Doppel-Zweier mit Steuermann (von den meisten Teams als Staffel-Rennen gefahren).

### Rennablauf
Auf den Kurz- und Normalstrecken hat jedes Boot eine eigene Startbahn. Sofern möglich werden bei Regatten, wie auch bei Meisterschaften, die einzelnen Bahnen durch Bojen getrennt (Albano-System). Auf kleineren Regatten, wo oft nur drei oder vier Bahnen vorhanden sind, sind in regelmäßigen Abständen die Nummern der Bahnen über der Strecke angebracht. Sie dienen den Ruderern auch als Hinweis auf die bereits gefahrene Strecke, da sie für gewöhnlich in Abständen von 250 m angebracht sind. Auf Langstreckenregatten wird in der Regel um 30 bis 60 Sekunden zeitversetzt gestartet, so dass die Strecke maximal zwei bis drei Bahnen breit sein muss. In solchen Fällen gibt es – außer Start und Ziel – meist keine Streckenmarkierungen. Auf Grund der unterschiedlichen Startzeiten können gleiche Wettkampfbedingungen nicht immer gewährleistet werden, da sich Wellengang und Windverhältnisse leicht verändern. Im englischsprachigen Raum machen solche Langstreckenregatten bis 8 Kilometer Länge, sogenannte Heads, einen Großteil der Rennen aus.
Sofern die Art der Regatta es zulässt, werden die Rennen nach Leistungsklassen unterschieden, d. h., die Schnelleren fahren in einem Lauf gegeneinander, die Langsameren in einem anderen. Generell entscheidet das Los über die Startplätze. Die Startplätze können teilweise auch gezielt gesetzt werden. Ziel dieser Methode ist es, leistungsstarke Ruderer zunächst voneinander zu trennen. Dies findet beispielsweise bei Leistungstests Anwendung, die mitentscheidend für die Nationalmannschaftsbildung sind.
Auf Meisterschaftsregatten kommen aus den Vorläufen je nach Platzierung und Anzahl der Vorläufe die schnellsten Boote – je nach Größe des Teilnehmerfeldes – direkt ins Halbfinale oder ins Finale. Die restlichen Boote haben im so genannten Hoffnungslauf eine zweite Möglichkeit, sich für das Finale zu qualifizieren. Die nächsten sechs Boote, die sich nicht für das Finale der Besten qualifizieren konnten, kommen ins „Kleine Finale“, auch „B-Finale“ genannt. Auf Ruderregatten wird im Allgemeinen nur der 1. Platz in einem Lauf mit einer Medaille belohnt, bei Rudermeisterschaften die ersten drei Plätze des „A-Finales“.
Die Boote finden sich einige Minuten vor Rennbeginn hinter der Startlinie ein. Ein Schiedsrichter gibt (sofern nicht vorher bereits bekanntgegeben) die Einteilung der Läufe und die Startbahnen bekannt. Sobald die Startbahnen frei sind, legen sich die Boote an die Bahnen und werden vom Bugmann ausgerichtet, während die auf den sog. Startpontons/-booten liegenden Starthelfer das Heck festhalten.
Ein Wettkampfrichter auf Höhe der Startlinie stellt sicher, dass alle Boote ausgerichtet (Bootspitzen an der Startlinie) sind. Ist dies geschehen, gibt er dem Starter ein entsprechendes Zeichen. Der Starter nennt die Vereine und Startbahnen, bei „Achtung“ begeben sich die Mannschaften in die Startauslage. Daraufhin hebt der Starter die rote Flagge. Gleichzeitig mit dem Signal „Los!“ senkt der Starter die Flagge und Rennen sowie Zeitmessung beginnen.
Es gibt (meist auf festen Regattabahnen und großen Regatten) auch den Ampelstart, der zunächst so abläuft wie oben beschrieben, bei dem aber nach „Achtung“ oder „Attention“ eine Ampelanlage zunächst auf rot geschaltet wird und dann auf grün oder gelb umspringt, was dann als Startzeichen dient. Das visuelle Startsignal muss dabei mit einem akustischen (Hupe) gekoppelt werden.
Wurde ein Fehlstart erkannt, wird die rote Flagge geschwenkt und eine Glocke geläutet. Ampelanlagen blinken und hupen – sofern möglich – ebenfalls, um den Fehlstart anzuzeigen. Die Boote begeben sich dann an den Start zurück. Die Mannschaft, die den Fehlstart ausgelöst hat, wird verwarnt und darauf hingewiesen, dass sie bei erneutem Fehlstart ausgeschlossen wird. War die Mannschaft bereits im Vorfeld verwarnt, so wird das Team ebenfalls vom Rennen ausgeschlossen.
Wenn die Boote einige Meter vom Start entfernt sind, fährt der Schiedsrichter mit einem Motorboot dem Lauf hinterher, um das Rennen zu überwachen und Kollisionen zu verhindern. Meist beginnen zu diesem Zeitpunkt auch die Vorbereitungen zum nächsten Rennen.
Während des Rennens gibt der Schiedsrichter Anweisungen, wenn ein Boot seine Bahn verlässt und auf die Bahn eines anderen Bootes kommt und dieses dabei behindert. Sollte ein Boot jedoch vom Feld weg aufs Ufer oder aus dem Rennbereich fahren, wird dies normalerweise nicht angesagt. Der Schiedsrichter hat außerdem das Recht, Boote bei mehrmaligem, konsequenten Verlassen seiner Bahn zu disqualifizieren oder bei Unfällen das Rennen abzubrechen.

### Ergometerwettbewerbe
Im Winter, wenn keine Regatten im Freien möglich sind, finden in vielen Städten Ergo-Cups statt. Die Ruderer rudern dabei auf sogenannte Ruderergometern, die in etwa den Rudervorgang simulieren. Diese Ergometer sind mit kleinen Computern ausgestattet, die verschiedene Werte berechnen und die Zeit stoppen können, so dass ein Vergleich der Leistungen möglich wird.

### 24-Stunden-Regatten
„24-Stunden-Regatten“ finden oft an großen stillen Gewässern (Seen oder Baggerseen) statt. Das Prinzip dieser Regatten ähnelt dem eines Staffellaufs, die Wettkampfstrecke ist in sich geschlossen und die einzelnen Boote eines Vereins rudern im fliegenden Wechsel. Die Regatta dauert durchgehende 24 Stunden und wird auch nicht durch schlechtes Wetter (Regen, Nebel) unterbrochen. Gewonnen hat der Verein, der die größte Strecke in dieser Zeit zurückgelegt hat. Bei diesen Regatten geht es nicht unbedingt um das Gewinnen – dabei sein ist alles. Demnach sind auch oft Blinden-Rudervereine und kleinere Rudervereine mit nur wenigen Teilnehmern mit am Start, die (im Gegensatz zu den großen Vereinen mit vielen Teilnehmern) kaum Chancen zum Sieg haben. Übernachtet wird im Allgemeinen im Zelt in der Nähe des Wechselpunktes. Bekannte 24-Stunden-Regatten finden beispielsweise in Berlin und in Hürth bei Köln statt.

## Segeln

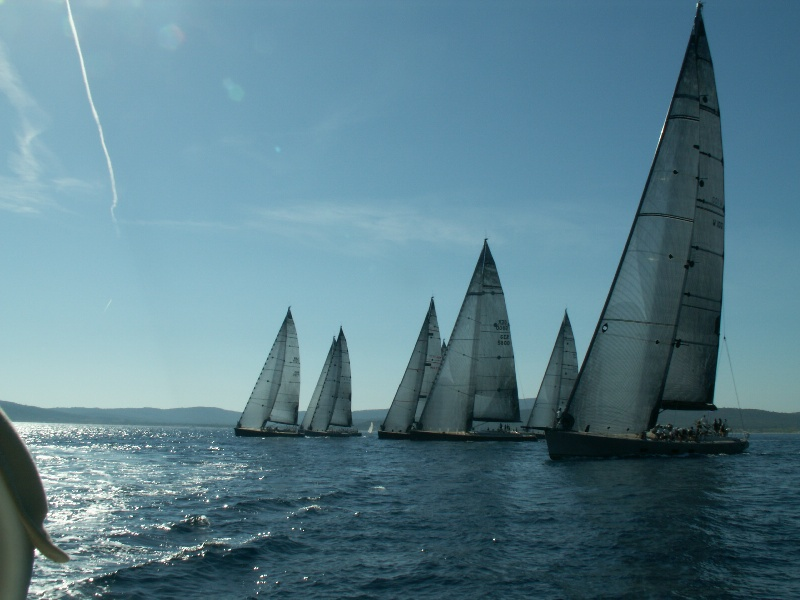
Fleet Race bei den Voiles de Saint-Tropez 2007

Beim Segeln werden die Regatten nach den Richtlinien des Deutschen Segler-Verbandes und World Sailing durchgeführt.
Man unterscheidet zwischen Klassen-Regatten und Ausgleichs-Regatten. Klassenregatten werden zwischen Booten einer Einheitsklasse oder Konstruktionsklasse ausgetragen. Bei Ausgleichs-Regatten können Boote unterschiedlicher Klassen (oder einer Ausgleichsklasse) teilnehmen. Es gibt relativ einfache Ausgleichssysteme (Yardstick-System) und komplizierte Berechnungssysteme (IMS – International Measurement System; ORC – Offshore Racing Congress). Die Anzahl der Teilnehmerboote bei Segelregatten ist bei Fleet Races normalerweise nicht beschränkt. Einschränkungen bei der Starterzahl gibt es aber je nach Austragungsrevier bei den meisten Deutschen Meisterschaften oder Internationalen Deutschen Meisterschaften – hier vor allem im Jugend- und Jüngstenbereich. Außerdem werden beispielsweise die Teilnehmer des größten Katamaranrennens der Welt, der Ronde om Texel, eingeschränkt, um das Risiko von Zusammenstößen zwischen den mehreren hundert Teilnehmern zu reduzieren. Bekannte Fleet Races sind das Volvo Ocean Race (früher Whitbread Round the World Race) und die Regatta Vendée Globe ebenso die Regatten der olympischen Bootsklassen. Es gibt noch sogenannte Match-Races, bei denen nur zwei baugleiche Boote oder Boote mit dem gleichen Rennwert gegeneinander antreten. Das bekannteste Match-Race ist der America’s Cup.
Bei Kurzstrecken-Segelregatten haben sich verschiedene Kursabläufe eingebürgert. Früher wurde fast ausschließlich das „Olympische Dreieck“ verwendet, ein Kurs, der etwa die Form eines gleichschenkligen Dreiecks hat. Die erste Strecke führt dabei immer gegen den Wind, um das Feld beim Kreuzen am Anfang etwas zu entzerren. Im Jollenbereich wird der Dreieckskurs zunehmend durch die Trapezbahn ersetzt, bei der vier Bojen als Wendemarken verwendet werden. Bei Katamaranen und bei vielen Jollen- und Kielbootklassen mit Spinnaker oder Gennaker hat sich der Up-and-Down-Kurs durchgesetzt, bei dem es neben der Startlinie nur noch zwei Wendebojen gibt. Um jedoch das Feld an den Wendemarken zu entzerren, werden oftmals eine Ablauftonne – in Luv – oder auch ein „Gate“ (Tor) – in Lee – verwendet.

## Kanusport
- Im Kanusport werden üblicherweise nur die Wettkämpfe im Kanurennsport, Kanusegeln und Drachenboot als Regatta bezeichnet, während die Wettkämpfe in den anderen Sparten anders bezeichnet werden.

- Beim Kanurennsport sind folgende Regatta-Distanzen üblich: 200 m, 500 m, 1000 m, 2000 m und 6000 m.

- Bei Drachenboot-Regatten sind folgende Regatta-Distanzen üblich: 200/250 m, 500 m, 1000 m, 1500 m und 2000 m.